# Mistrzostwa świata w narciarstwie klasycznym
Mistrzostwa świata w narciarstwie klasycznym to oprócz igrzysk olimpijskich główna impreza dla zawodników z całego świata w konkurencjach klasycznych: biegach narciarskich, skokach narciarskich i kombinacji norweskiej. O powołaniu Mistrzostw zadecydowano na XIV Międzynarodowym Kongresie Narciarskim w Garmisch-Partenkirchen w lutym 1936 roku. Pierwsze mistrzostwa odbyły się w 1937 r. w Chamonix (Francja). Na XXV Międzynarodowym Kongresie Narciarskim w Mamai (1965) uznano Zimowe Igrzyska Olimpijskie 1924 za pierwsze mistrzostwa świata, a zwycięzcy wszystkich dotychczas rozegranych corocznych zawodów FIS oraz olimpijskich zyskali tytuły mistrzów świata. Najwięcej razy mistrzostwa świata w narciarstwie klasycznym organizowała Finlandia, która gościła najlepszych narciarzy klasycznych aż ośmiokrotnie (wliczając w to Mistrzostwa Świata w Narciarstwie Klasycznym w 1984 r.). Spośród wszystkich miast organizujących te zawody najczęściej, siedmiokrotnie, rola ta przypadała Lahti, które gospodarzem było w latach 1926, 1938, 1958, 1978, 1989, 2001 oraz w 2017. Fińska miejscowość będzie gościć czempionat ponownie w 2029 roku. W Polsce mistrzostwa świata w narciarstwie klasycznym odbyły się dotąd trzykrotnie: w 1929, 1939 i 1962 r. Za każdym razem organizatorem było Zakopane.
Od 1924 do 1980 medale mistrzostw w latach olimpijskich przyznawano medalistom zimowych igrzysk olimpijskich. Od Zimowych Igrzysk Olimpijskich w 1924 r. do mistrzostw w 1939 r. mistrzostwo przyznawano corocznie. Po II wojnie światowej, od Zimowych Igrzysk Olimpijskich w 1948 r. do mistrzostw w 1982 r., mistrzostwo przyznawano co 2 lata, w lata parzyste, natomiast od mistrzostw świata w Seefeld w 1985 r. – w lata nieparzyste. Taki system występuje do ostatnich zapowiedzianych mistrzostw świata.
Na pierwszych mistrzostwach zawodnicy rywalizowali łącznie w czterech konkurencjach: dwóch biegach, jednym konkursie kombinacji i jednym konkursie skoków. Od 1924 r. do 1950 r. w mistrzostwach startowali wyłącznie mężczyźni. Rywalizację kobiet wprowadzono po raz pierwszy na mistrzostwach w Falun w 1954 r. Obecnie program mistrzostw świata składa się aż z 24 konkurencji. Najmłodszą konkurencją jest kombinacja norweska kobiet, która zadebiutowała podczas mistrzostw świata w Oberstdorfie w 2021 r.

## Organizatorzy MŚ
- 1924 –  Chamonix, Francja[i]
- 1925 –  Johannisbad, Czechosłowacja[ii]
- 1926 –  Lahti, Finlandia[ii]
- 1927 –  Cortina d’Ampezzo, Włochy[ii]
- 1928 –  Sankt Moritz, Szwajcaria[i]
- 1929 –  Zakopane, Polska[iii]
- 1930 –  Oslo, Norwegia[iii]
- 1931 –  Oberhof, Niemcy[iii]
- 1932 –  Lake Placid, Stany Zjednoczone[i]
- 1933 –  Innsbruck, Austria[iii]
- 1934 –  Sollefteå, Szwecja[iii]
- 1935 –  Vysoké Tatry, Czechosłowacja[iii]
- 1936 –  Garmisch-Partenkirchen, Niemcy[i]
- 1937 –  Chamonix, Francja
- 1938 –  Lahti, Finlandia
- 1939 –  Zakopane, Polska
- 1941 –  Cortina d’Ampezzo, Włochy[iv]
- 1948 –  Sankt Moritz, Szwajcaria[i]
- 1950 –  Lake Placid, Stany Zjednoczone
- 1952 –  Oslo, Norwegia[i]
- 1954 –  Falun, Szwecja
- 1956 –  Cortina d’Ampezzo, Włochy[i]
- 1958 –  Lahti, Finlandia
- 1960 –  Squaw Valley, Stany Zjednoczone[i]
- 1962 –  Zakopane, Polska
- 1964 –  Innsbruck, Austria[i]
- 1966 –  Oslo, Norwegia
- 1968 –  Grenoble, Francja[v]
- 1970 –  Vysoké Tatry, Czechosłowacja
- 1972 –  Sapporo, Japonia[v]
- 1974 –  Falun, Szwecja
- 1976 –  Innsbruck, Austria[v]
- 1978 –  Lahti, Finlandia
- 1980 –  Lake Placid, Stany Zjednoczone[v]
- 1980 –  Falun, Szwecja[vi]
- 1982 –  Oslo, Norwegia
- 1984 –  Engelberg, Szwajcaria /  Rovaniemi, Finlandia
- 1985 –  Seefeld in Tirol, Austria
- 1987 –  Oberstdorf, Niemcy
- 1989 –  Lahti, Finlandia
- 1991 –  Val di Fiemme, Włochy
- 1993 –  Falun, Szwecja
- 1995 –  Thunder Bay, Kanada
- 1997 –  Trondheim, Norwegia
- 1999 –  Ramsau, Austria
- 2001 –  Lahti, Finlandia
- 2003 –  Val di Fiemme, Włochy
- 2005 –  Oberstdorf, Niemcy
- 2007 –  Sapporo, Japonia
- 2009 –  Liberec, Czechy
- 2011 –  Oslo, Norwegia
- 2013 –  Val di Fiemme, Włochy
- 2015 –  Falun, Szwecja
- 2017 –  Lahti, Finlandia
- 2019 –  Seefeld in Tirol, Austria
- 2021 –  Oberstdorf, Niemcy
- 2023 –  Planica, Słowenia
- 2025 –  Trondheim, Norwegia
- 2027 –  Falun, Szwecja
- 2029 –  Lahti, Finlandia

1. 1 2 3 4 5 6 7 8 9  Zawody w ramach zimowych igrzysk olimpijskich w latach 1924–1964, uznane w 1965 z mocą wsteczną za zawody o mistrzostwo świata.
2. 1 2 3  Zawody Rendezvous races w latach 1925–1927, uznane w 1965 z mocą wsteczną za zawody o mistrzostwo świata.
3. 1 2 3 4 5 6  Zawody FIS races w latach 1929–1935, uznane w 1965 z mocą wsteczną za zawody o mistrzostwo świata.
4. ↑  W 1946 uznane za nieoficjalne.
5. 1 2 3 4  Zawody w ramach zimowych igrzysk olimpijskich w latach 1968–1980, uznawane za zawody o mistrzostwo świata.
6. ↑  Zawody niezaliczane do ogólnej klasyfikacji mistrzostw świata.